# Jack Elliott
Jack Elliott (Londra, 25 agosto 1995) è un calciatore inglese, difensore del Chicago Fire.

## Caratteristiche tecniche
È una difensore centrale.

## Carriera
Ha esordito, a livello professionistico con il Bethlehem Steel il 9 aprile 2017 contro l'FC Cincinnati, match valido per la United Soccer League.
Successivamente viene messo in pianta stabile nella prima squadra del Philadelphia Union con cui ha giocato per otto stagioni (2017-2024), collezionando 270 presenze e siglando 14 reti tra campionato e coppe.
Rimasto svincolato, il 16 dicembre 2024 viene ingaggiato dal Chicago Fire.

## Statistiche

### Presenze e reti nei club
Statistiche aggiornate al 17 dicembre 2024.
| Stagione                  | Squadra                   | Campionato                | Campionato | Campionato | Coppe nazionali | Coppe nazionali | Coppe nazionali | Coppe continentali | Coppe continentali | Coppe continentali | Altre coppe | Altre coppe | Altre coppe | Totale | Totale | Totale |
| Stagione                  | Squadra                   | Comp                      | Pres       | Reti       | Comp            | Pres            | Reti            | Comp               | Pres               | Reti               | Comp        | Pres        | Reti        | Pres   | Reti   |        |
| ------------------------- | ------------------------- | ------------------------- | ---------- | ---------- | --------------- | --------------- | --------------- | ------------------ | ------------------ | ------------------ | ----------- | ----------- | ----------- | ------ | ------ | ------ |
| 2017                      | Philadelphia Union        | MLS                       | 1          | 0          | USOC            | 0               | 0               |                    | -                  | -                  |             | -           | -           | 1      | 0      |        |
| 2017                      | Bethlehem Steel           | USL                       | 1          | 0          | USOC            | 0               | 0               |                    | -                  | -                  |             | -           | -           | 1      | 0      |        |
| 2017                      | Philadelphia Union        | MLS                       | 29         | 1          | USOC            | 2               | 0               |                    | -                  | -                  |             | -           | -           | 31     | 1      |        |
| 2018                      | Philadelphia Union        | MLS                       | 17         | 0          | USOC            | 3               | 0               |                    | -                  | -                  |             | -           | -           | 20     | 0      |        |
| 2019                      | Philadelphia Union        | MLS                       | 36         | 3          | USOC            | -               | -               |                    | -                  | -                  |             | -           | -           | 36     | 3      |        |
| 2020                      | Philadelphia Union        | MLS                       | 21         | 1          |                 | -               | -               |                    | -                  | -                  |             | -           | -           | 21     | 1      |        |
| 2021                      | Philadelphia Union        | MLS                       | 35         | 2          |                 | -               | -               | CCL                | 6                  | 0                  |             | -           | -           | 41     | 2      |        |
| 2022                      | Philadelphia Union        | MLS                       | 35         | 4          | USOC            | 1               | 0               |                    | -                  | -                  |             | -           | -           | 36     | 4      |        |
| 2023                      | Philadelphia Union        | MLS                       | 35         | 0          | USOC            | 1               | 0               | CCL                | 4                  | 0                  | LC          | 7           | 0           | 47     | 0      |        |
| 2024                      | Philadelphia Union        | MLS                       | 28         | 0          |                 | -               | -               | CCL                | 2                  | 0                  | LC          | 7           | 0           | 37     | 0      |        |
| Totale Philadelphia Union | Totale Philadelphia Union | Totale Philadelphia Union | 237        | 13         |                 | 7               | 1               |                    | 26                 | 0                  |             | -           | -           | 270    | 14     |        |
| 2025                      | Chicago Fire              | MLS                       | -          | -          | USOC            | -               | -               |                    | -                  | -                  | LC          | -           | -           | -      | -      |        |
| Totale carriera           | Totale carriera           | Totale carriera           | 239        | 13         |                 | 6               | 0               |                    | 26                 | 0                  |             | -           | -           | 272    | 14     |        |

## Palmarès

### Competizioni nazionali
- MLS Supporters' Shield: 1

Philadelphia Union: 2020